# Georgia en los Juegos Olímpicos de Milán-Cortina d'Ampezzo 2026
Georgia participará en los Juegos Olímpicos de Milán-Cortina d'Ampezzo 2026. Responsable del equipo olímpico es el Comité Olímpico Nacional de Georgia.